# Lista de prefeitos de Alagoinha do Piauí
Esta é a lista de prefeitos e vice-prefeitos do município de Alagoinha do Piauí, estado brasileiro do Piauí. Criado pela Lei Estadual n.º 4.042, sancionada pelo governador Hugo Napoleão em 9 de abril de 1986, foi instalado em 31 de dezembro do referido ano.

## Prefeitos de Alagoinha do Piauí
| Nº     | Prefeitos                     | Partido | Início do mandato      | Fim do mandato         | Cidade onde nasceu | Unidade federativa | Notas      | Referências |
| ------ | ----------------------------- | ------- | ---------------------- | ---------------------- | ------------------ | ------------------ | ---------- | ----------- |
| 1      | Salomão Caetano de Carvalho   | PDS     | 31 de dezembro de 1986 | 31 de dezembro de 1988 | Alagoinha do Piauí | Piauí              |            | [ 2 ]       |
| 2      | Braz José Neto                | PDS     | 1º de janeiro de 1989  | 31 de dezembro de 1992 | Pio IX             | Piauí              |            | [ 3 ]       |
| 3      | Salomão Caetano de Carvalho   | PDS     | 1º de janeiro de 1993  | 26 de abri de 1993     | Alagoinha do Piauí | Piauí              | [ nota 1 ] | [ 4 ]       |
| 4      | Valdemar Jonas da Rocha       | PDS     | 26 de abri de 1993     | 31 de dezembro de 1996 | Pio IX             | Piauí              |            | [ 4 ]       |
| 5      | Manoel do Nascimento Rocha    | PT      | 1º de janeiro de 1997  | 31 de dezembro de 2000 | Alagoinha do Piauí | Piauí              |            |             |
| 6      | Braz José Neto                | PPB     | 1º de janeiro de 2001  | 31 de dezembro de 2004 | Pio IX             | Piauí              |            |             |
| 6      | Braz José Neto                | PP      | 1º de janeiro de 2005  | 31 de dezembro de 2008 | Pio IX             | Piauí              | [ nota 2 ] |             |
| 7      | Clodoaldo de Moura Rocha      | PT      | 1º de janeiro de 2009  | 3 de agosto de 2011    | Picos              | Piauí              | [ nota 3 ] | [ 5 ] [ 6 ] |
| 8      | Maria Esteva Alves            | PP      | 3 de agosto de 2011    | 11 de novembro de 2011 | Pio IX             | Piauí              | [ nota 4 ] | [ 7 ]       |
| 9      | Pedro Otacílio de Sousa Moura | PSB     | 11 de novembro de 2011 | 31 de dezembro de 2012 | Picos              | Piauí              | [ nota 5 ] | [ 8 ]       |
| 9      | Pedro Otacílio de Sousa Moura | PSB     | 1º de janeiro de 2013  | 31 de dezembro de 2016 | Picos              | Piauí              |            |             |
| 10     | Jorismar José da Rocha        | PT      | 1º de janeiro de 2017  | 31 de dezembro de 2020 | Pio IX             | Piauí              |            |             |
| 10     | Jorismar José da Rocha        | PT      | 1º de janeiro de 2021  | 31 de dezembro de 2024 | Pio IX             | Piauí              | [ nota 6 ] | [ 9 ]       |
| 11     | Pedro Otacílio de Sousa Moura | PSD     | 1° de janeiro de 2025  | em exercício           | Picos              | Piauí              |            | [ 10 ]      |
| Fonte: |                               |         |                        |                        |                    |                    |            |             |

## Vice-prefeitos de Alagoinha do Piauí
| Nº     | Vice-prefeitos                | Partido | Início do mandato      | Fim do mandato         | Cidade onde nasceu | Unidade federativa | Notas      | Referências |
| ------ | ----------------------------- | ------- | ---------------------- | ---------------------- | ------------------ | ------------------ | ---------- | ----------- |
| 1      | Pedro José Neto               | PDS     | 31 de dezembro de 1986 | 31 de dezembro de 1988 | Picos              | Piauí              |            |             |
| 2      | Nicácio Francisco de Brito    | PDS     | 1º de janeiro de 1989  | 31 de dezembro de 1992 | Pio IX             | Piauí              |            |             |
| 3      | Valdemar Jonas da Rocha       | PDS     | 1º de janeiro de 1993  | 26 de abri de 1993     | Pio IX             | Piauí              | [ nota 1 ] |             |
| 4      | Nicácio Francisco de Brito    | PSDB    | 1º de janeiro de 1997  | 31 de dezembro de 2000 | Pio IX             | Piauí              |            |             |
| 5      | Valdemar Jonas da Rocha       | PPB     | 1º de janeiro de 2001  | 31 de dezembro de 2004 | Pio IX             | Piauí              |            |             |
| 6      | João Deolindo de Carvalho     | PL      | 1º de janeiro de 2005  | 31 de dezembro de 2008 | Pio IX             | Piauí              |            |             |
| 7      | Francisco João de Carvalho    | PMDB    | 1º de janeiro de 2009  | 3 de agosto de 2011    | Pio IX             | Piauí              | [ nota 3 ] |             |
| 8      | Francisco Leandro de Carvalho | PTB     | 11 de novembro de 2011 | 31 de dezembro de 2012 | Pio IX             | Piauí              |            |             |
| 9      | Jorismar José da Rocha        | PT      | 1º de janeiro de 2013  | 31 de dezembro de 2016 | Pio IX             | Piauí              |            |             |
| 10     | Cícero Cláudio de Sá          | PRP     | 1º de janeiro de 2017  | 31 de dezembro de 2020 | Alagoinha do Piauí | Piauí              |            |             |
| 10     | Cícero Cláudio de Sá          | PT      | 1º de janeiro de 2021  | em exercício           | Alagoinha do Piauí | Piauí              | [ nota 6 ] | [ 9 ]       |
| 11     | Cícero Celso de Brito         | PSD     | 1° de janeiro de 2025  | em exercício           | Pio IX             | Piauí              |            | [ 10 ]      |
| Fonte: |                               |         |                        |                        |                    |                    |            |             |

## Vereadores de Alagoinha do Piauí
Relação ordenada conforme o número de mandatos exercidos por cada vereador a partir do ano de sua primeira eleição, observado sempre que possível a ordem alfabética.
| Abelardo Antônio de Sá            | 05 | 1992, 1996, 2000, 2004, 2008 | Pio IX             | Piauí    |
| Francisco Marcos de Carvalho      | 04 | 1986, 1988, 1992, 1996       |                    |          |
| Flávio Francisco da Rocha         | 04 | 1992, 1996, 2000, 2008       | Pio IX             | Piauí    |
| Dimas Luís de Brito               | 03 | 1986, 1988, 1992             | Pio IX             | Piauí    |
| Valdemar Jonas da Rocha           | 03 | 1986, 1988, 2004             | Pio IX             | Piauí    |
| João Deolindo de Carvalho         | 03 | 1988, 1992, 2000             | Pio IX             | Piauí    |
| Alberto Antônio de Sá             | 03 | 1996, 2000, 2004             | Pio IX             | Piauí    |
| Pedro José Neto                   | 03 | 1996, 2000, 2004             | Picos              | Piauí    |
| Jorismar José da Rocha            | 03 | 2000, 2004, 2008             | Pio IX             | Piauí    |
| José Adilson Nunes                | 03 | 2004, 2016, 2020             | Itabaiana          | Sergipe  |
| Janilson Raimundo Neto            | 03 | 2008, 2012, 2020             | Pio IX             | Piauí    |
| Luís Alves Gonzaga                | 03 | 2012, 2016, 2020             | Pio IX             | Piauí    |
| Crispino Antônio Rodrigues        | 02 | 1986, 1992                   |                    |          |
| Nicácio Francisco de Brito        | 02 | 1986, 2004                   | Pio IX             | Piauí    |
| Elídio Joaquim de Sousa           | 02 | 1988, 1992                   |                    |          |
| Francisco Fernando de Brito       | 02 | 1996, 2000                   |                    |          |
| Adão Manoel do Nascimento         | 02 | 2000, 2008                   | Pio IX             | Piauí    |
| Alexsandro Acelino de Brito       | 02 | 2008, 2012                   | Pio IX             | Piauí    |
| Maria Esteva Alves                | 02 | 2008, 2012                   | Pio IX             | Piauí    |
| Maria Virlândia de Souza          | 02 | 2008, 2012                   | Pio IX             | Piauí    |
| George Gregório de Oliveira Rocha | 02 | 2016, 2020                   | Picos              | Piauí    |
| Samuel Antônio de Sá              | 02 | 2016, 2020                   | Alagoinha do Piauí | Piauí    |
| Verilson Virgílio de Sousa        | 02 | 2016, 2020                   | São João do Piauí  | Piauí    |
| João Antônio de Sá                | 01 | 1986                         |                    |          |
| Luiz José de Lima                 | 01 | 1986                         |                    |          |
| Constâncio Nicolau de Sá          | 01 | 1988                         |                    |          |
| Gilberto Galdino de Sá            | 01 | 1988                         |                    |          |
| Grigório Sebastião da Silva       | 01 | 1988                         |                    |          |
| José Clímaco de Brito             | 01 | 1988                         |                    |          |
| Eriberto Marcos da Rocha          | 01 | 1992                         |                    |          |
| Francisca Alice de Brito          | 01 | 1992                         |                    |          |
| João Deolindo de Carvalho         | 01 | 1996                         | Pio IX             | Piauí    |
| Lília do Amparo Carvalho Brito    | 01 | 1996                         |                    |          |
| Manoel Virgílio de Sousa          | 01 | 1996                         |                    |          |
| José Abílio de Carvalho Filho     | 01 | 2000                         | Pio IX             | Piauí    |
| Faustino Victor de Lima           | 01 | 2004                         | Pio IX             | Piauí    |
| Francisco Leandro de Brito        | 01 | 2004                         | Pio IX             | Piauí    |
| Maria de Lourdes da Silva         | 01 | 2008                         | Alagoinha do Piauí | Piauí    |
| Cícero Cláudio de Sá              | 01 | 2012                         | Alagoinha do Piauí | Piauí    |
| Francisco Paulo Gomes Fialho      | 01 | 2012                         | Pio IX             | Piauí    |
| Maria Amélia Lima de Sá           | 01 | 2012                         | Pio IX             | Piauí    |
| Rossiny de Sousa Carvalho         | 01 | 2012                         | Picos              | Piauí    |
| Carlos José de Carvalho           | 01 | 2016                         | Pio IX             | Piauí    |
| Francisco Leandro de Carvalho     | 01 | 2016                         | Pio IX             | Piauí    |
| Josivaldo de Carvalho Rocha       | 01 | 2016                         | Pio IX             | Piauí    |
| Maria Solinauba das Mercês        | 01 | 2016                         | Alagoinha do Piauí | Piauí    |
| Alex Silva Brito                  | 01 | 2020                         | Vilhena            | Rondônia |
| Francisco de Assis de Farias      | 01 | 2020                         | Pio IX             | Piauí    |
| Roniel Manoel de Brito            | 01 | 2020                         | Picos              | Piauí    |
| Fonte:                            |    |                              |                    |          |